# Badlands (1995)
Badlands (alternativ: Galaxy Hunter, im Original: Oblivion 2: Backlash) ist ein 1994 in Koproduktion mit und in Rumänien entstandener US-amerikanischer Science-Fiction-Western, eine Fortsetzung zu Alien Desperados (im Original: Oblivion), die in Deutschland am 16. Juni 1997 auf Video ihre Erstaufführung erfuhr.

## Inhalt
Nach einer langen Titelsequenz und einer siebenminütigen Rückblende aus dem ersten Film erzählt der Film in actionreicher und parodierender Form die Abenteuer der skrupellosen Lash, die mit dem noch hinterhältigeren Zwillingsbruder ihres echsenhaften und im Vorgängerfilm verstorbenen Liebhabers Redeye, einem gesuchten Kriminellen mit dem Namen Jaggar, zusammenarbeitet. Derweil versucht der intergalaktische Kopfgeldjäger Sweeney, ihrer habhaft zu werden. Der Sheriff der Stadt Oblivion, Zack Stone, versucht, Ordnung zu halten. Alles verdichtet sich im Kampf um eine mit wertvollen Rohstoffen versehene Mine.

## Kritik
„Die krude Mischung macht wenig Sinn. Unentschlossen schwankt die Geschichte zwischen den Polen hin und her: Der Mythos des alten Western läßt sich kaum nutzbringend in eine ferne Zukunft transportieren, in der Maschinenmenschen und außerirdische Wesen das Sagen haben.“

- Tom Betts von Western all’Italiana urteilt milder: „Der Film zielt auf In-Jokes und hat einen interessanten Cast. Nicht schlecht für einen Sci-Fi-Western mit solch schmalem Budget.“